# كامباجني ليه جوينيس
كامباجني ليه جوينيس (بالفرنسية: Campagne-lès-Guines)‏ هي بلدية تقع في إقليم باد كاليه من منطقة نور با دو كاليه في شمال فرنسا. تبلغ مساحة هذه المدينة 5.72 (كم²)، وترتفع عن سطح البحر 45 م، يبلغ عدد سكانها 452 نسمة حسب إحصاء المعهد الوطني للإحصاء والدراسات الاقتصادية سنة 2009 م. وترأس Philippe Demilly البلدية خلال فترة (2008-2014).